# Paul Arpin
Paul Arpin (* 20. Februar 1960 in Bourg-Saint-Maurice) ist ein ehemaliger französischer Langstreckenläufer. 
1987 gewann er Bronze bei den Crosslauf-Weltmeisterschaften in Warschau und belegte bei den Leichtathletik-Weltmeisterschaften in Rom über 10.000 m den 13. Platz.
Im Jahr darauf wurde er bei den Crosslauf-Weltmeisterschaften in Auckland Elfter und gewann mit der Mannschaft Bronze. Bei den Olympischen Spielen in Seoul wurde er Siebter über 10.000 m und kam über 5000 m auf Rang 14. Bei den Leichtathletik-Europameisterschaften 1990 in Split lief er über 10.000 m auf dem 17. Platz ein.
In den 1990er Jahren wechselte er zum Straßenlauf. 1992 gewann er die 20 km von Paris. Bei den Halbmarathon-Weltmeisterschaften kam er 1994 in Oslo auf Platz 27 und 1996 in Palma auf Platz 21. 1996 wurde er Fünfter beim Reims-Marathon und 1997 Dritter beim Bordeaux-Marathon.
Dreimal wurde er nationaler Meister über 5000 m (1986–1988), einmal über 10.000 m (1990) und dreimal im Crosslauf (1987–1989).

## Persönliche Bestzeiten
- 1500 m: 3:40,8 min, 18. September 1985, Saint-Maur-des-Fossés
- 3000 m: 7:43,58 min, 4. August 1988, A Coruña
- 5000 m: 13:22,03 min, 7. Juni 1988, Saint-Denis
- 10.000 m: 27:39,36 min, 23. September 1988, Seoul
- Halbmarathon: 1:02:44 h, 24. September 1994, Oslo
- Marathon: 2:11:53 h, 20. Oktober 1996, Reims